# Siuri (Népal)
Siuri (en népalais : सिउरी) est un comité de développement villageois du Népal situé dans le district de Rolpa. Au recensement de 2011, il comptait 1 720 habitants.